# Magnolia grandiflora 'Treyviensis'

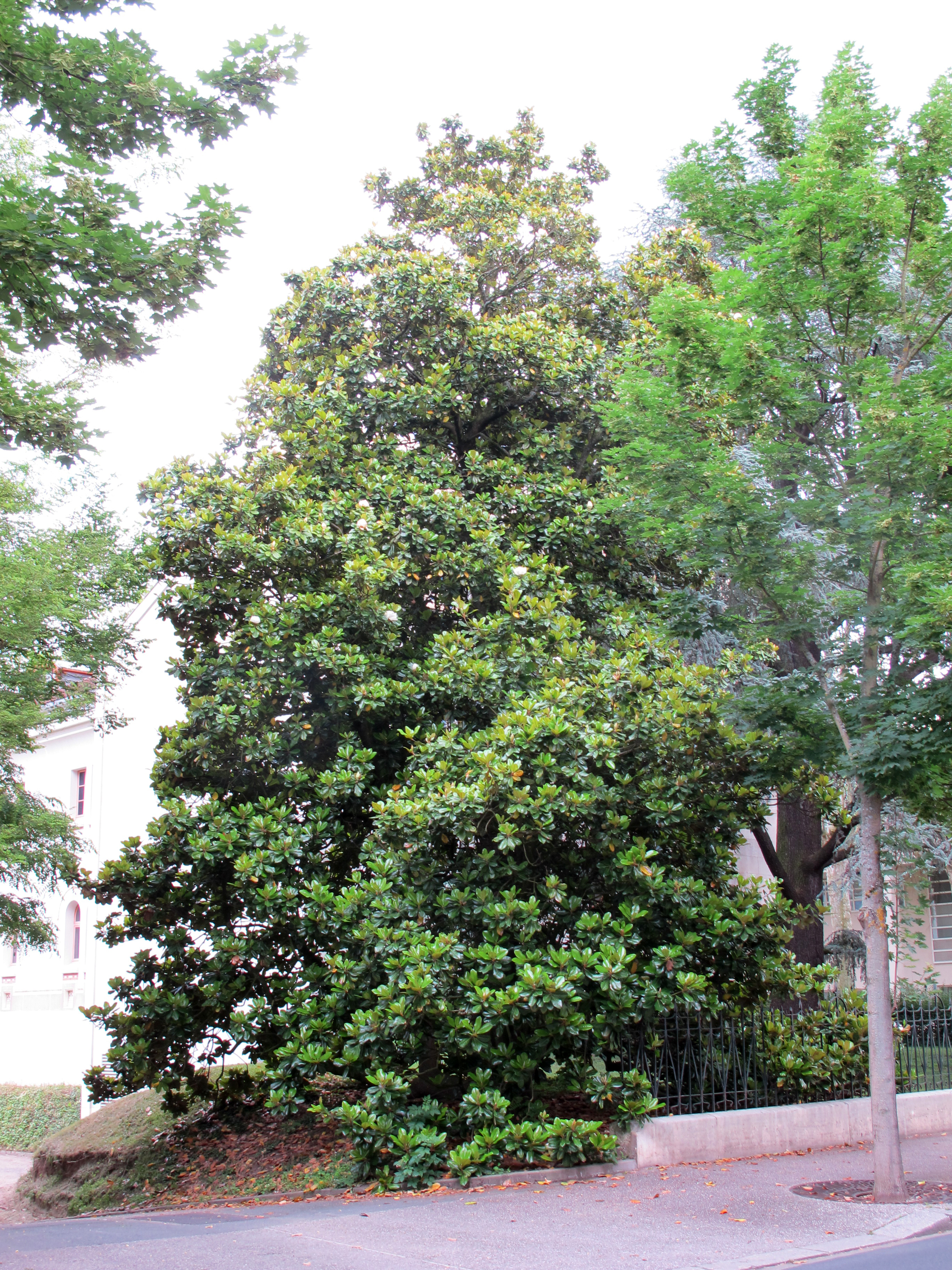
Photographie de Magnolia grandiflora ‘Treyviensis’ à Vichy.

Magnolia grandiflora ‘Treyviensis’ est un rare cultivar de Magnolia à grandes fleurs (Magnolia grandiflora) qui a été découvert à la fin du XIXe siècle par l'horticulteur François Treyve en Auvergne.

## Description
Il se différencie du type par ses feuilles épaisses, plus ou moins gaufrées, ondulées et d'une remarquable couleur vert-foncé durant tout l'hiver.
Le port de l'arbre est souvent moins droit et moins régulier que celui du type.

## Particularités
C'est l'un des Magnolia grandiflora les plus résistants au froid, parfaitement acclimaté aux climats tempérés à hivers froids. Ce cultivar a résisté aux terribles hivers de 1870 et de 1880. Contrairement à la majorité des lauriers-tulipiers, Magnolia grandiflora ‘Treyviensis’ émet des fleurs dès son plus jeune âge. Le point faible de ce cultivar est sa difficulté de multiplication, véritable frein à une diffusion plus large.

## Exemplaires remarquables
Probablement en raison de leur origine, les exemplaires les plus remarquables de Magnolia grandiflora ‘Treyviensis’ se situent en Auvergne.
- Le pied mère, c'est-à-dire le premier individu obtenu et par lequel dérivent tous les autres se trouve à Yzeure, dans la propriété de la famille Treyve.
- À l'Arboretum de Balaine (près de Moulins) l'arbre a supporté un froid de −28 °C.
- Dans le parc de Vichy, près du chalet de l'Empereur, on peut admirer quelques exemplaires âgés.
- Sur la place de Jaude à Clermont-Ferrand, la plus importante plantation de Magnolia grandiflora ‘Treyviensis’ a été arrachée en 2004 pour les nécessités de réaménagement de l'endroit.
- Dans le parc du manoir de Saint-Hubert à Chavenon, département de l'Allier.

## Cultivars proches
- Magnolia grandiflora ‘François Joseph’
- Magnolia grandiflora ‘Biflora’
- Magnolia grandiflora ‘Edith Bogue’